# Cobra, Regele din Katmandu
Cobra, Regele din Katmandu este a treia carte a seriei Copiii lămpii fermecate scrisă de P.B. Kerr. A fost lansată la începutul anului 2007.